# Laemophloeus foveolatus
Laemophloeus foveolatus is een keversoort uit de familie dwergschorskevers (Laemophloeidae). De wetenschappelijke naam van de soort werd in 1876 gepubliceerd door Edmund Reitter.